# Léon Mirman
 (novembre 2015).
Pour les articles homonymes, voir Mirman.
Léon Mirman est un homme politique français né le 28 janvier 1865 à Paris et décédé le 11 novembre 1941 dans la même ville.

## Biographie
Il est fils de Picarde et d'Auvergnat, élevé dans une famille socialiste et laïque. 
Ancien élève de l'École normale supérieure, agrégé de mathématiques, il est professeur au lycée de Chartres puis à celui de Reims. Il collabore, sous pseudonyme, à un journal socialiste local.

### Élu

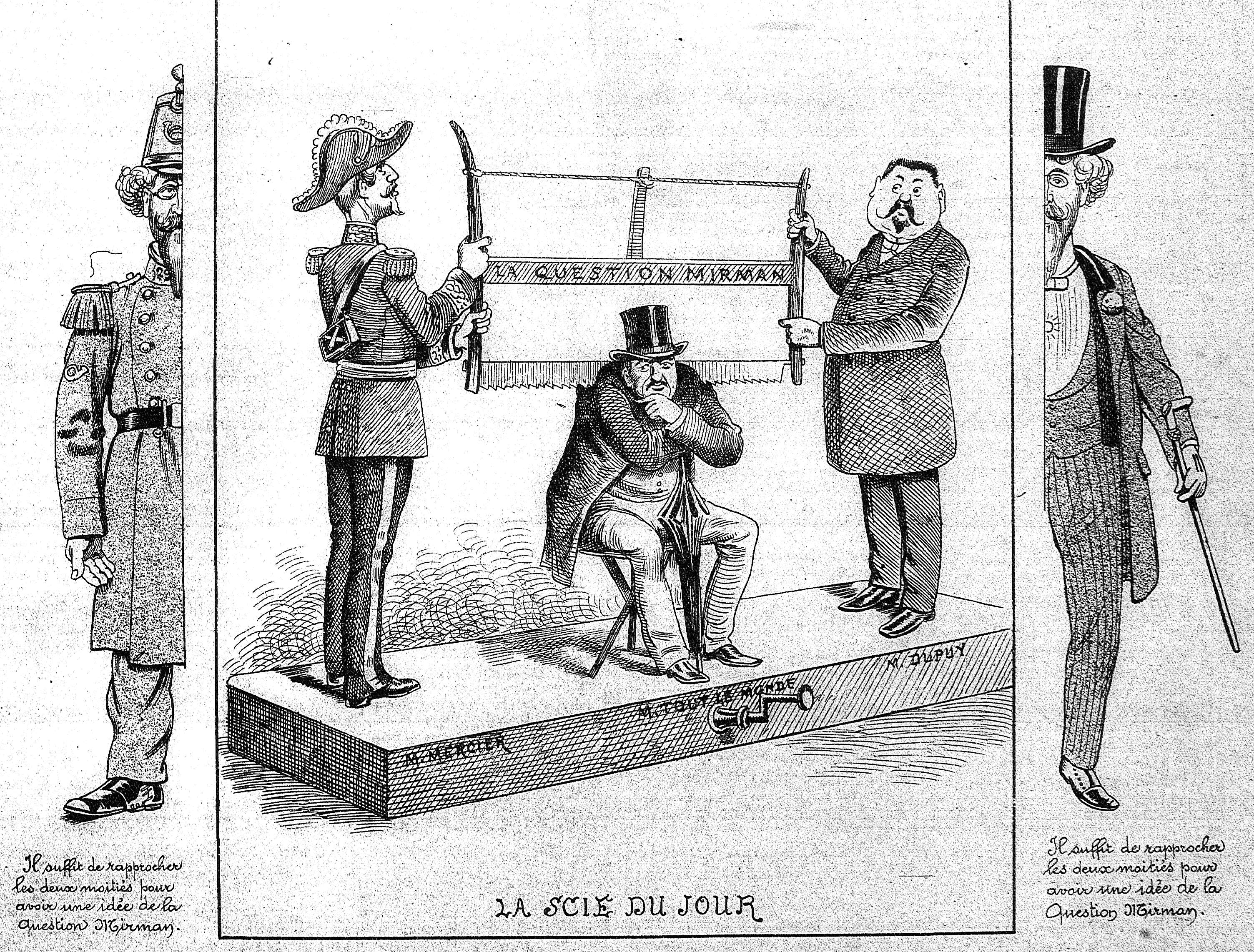
Son cas divise, Auguste Mercier et Charles Dupuy tiennent la scie.

Il est député de la Marne lors des élections de 1893, siégeant à gauche. Comme pour siéger il faut avoir rempli ses obligations militaires qu'il n'avait remplies qu'aux 9/10e en tant que professeur pour être dispensé des obligations militaires, son élection est contestée. C'est pendant le débat sur sa validation qu'Auguste Vaillant jette sa bombe dans les travées de la Chambre, le 9 décembre 1893. 
En octobre 1894, le ministère de la Guerre entend l'incorporer de force, ce qui provoque un débat parlementaire et une modification de la loi, afin que les parlementaires ne puissent être astreints au service militaire pendant les sessions ; en attendant, il est au 29e BCP du capitaine Pétain à Vincennes. 
Il est réélu en 1898 et en 1902 et siège jusqu'en 1905. Lors de ses mandats, il s'implique particulièrement dans les lois sociales : retraite des vieillards, protection de l'enfance, accidents du travail.

### Haut fonctionnaire
En 1905, il démissionne pour devenir directeur de l'Assistance et de l'hygiène au ministère de l'Intérieur, préfigurant le futur ministère de la Santé. En 1911, alors qu'il assiste Aristide Briand au banc, comme commissaire du gouvernement, il est blessé par un déséquilibré, Gisolme, qui visait Briand. Il est préfet de Meurthe-et-Moselle de 1914 à 1918, puis commissaire du gouvernement à Metz en 1919. En 1920, il est nommé conseiller-maître à la Cour des Comptes.

### Ralliement à la monarchie
Cet ancien député de gauche et ancien haut fonctionnaire qui a servi la République devient royaliste et adhère à l'Action française en 1933, à 68 ans. Une adhésion mise en valeur par la ligue et le journal de Charles Maurras. Mirman va désormais participer aux réunions de l'AF et à celles du Cercle Fustel de Coulanges.

### Écrivain
En plus de ses articles sous le nom de Jacques Français, de collaboration dans L'Étrille, journal « Politique, satirique, illustré » champenois, il a écrit :
- Les Compagnies d'assurances sur la vie et le contrôle de l'État français, exposé des propositions de loi de MM. Henry Ferrette,... et L. Mirman,... avec une préface de M. Ernest Duval,..., Paris : Charles, 1903 ;
- Ce qu'est la libre-pensée pourquoi en notre âme et conscience nous sommes libres-penseurs, conférence faite par... Mirman,... le 15 novembre 1903, au théâtre de Vitry-le-François, Impr. du Républicaine, 1903.
- Les Accidents du travail, guide pratique de l'ouvrier, par L. Mirman, Reims : édité par l'Association ouvrière de "la Voix du peuple", 1903 ;
- La Représentation proportionnelle et les élections municipales (texte de la proposition de loi [de M. Mirman]), Mayenne : impr. de C. Colin, 1904 ;
- Assistance médicale gratuite. Exécution pendant les années 1900, 1901 et 1902 de la loi du 15 juillet 1893. Rapport à M. le ministre de l'Intérieur,   Melun : Imprimerie administrative, 1906 ;
- Lettre ouverte à l'Académie de médecine à propos d'un rapport récent, suivie de : la Faillite de l'hygiène publique, les Mutualistes et les lois sur l'hygiène, l'État sanitaire de la France, Contre l'alcoolisme, Paris : impr. de J. Dumoulin, 1912 ;
- Leurs crimes, Paris, 1914 ;
- Sur la tombe des martyrs. Sur la tombe des héros. Gerbéviller, 1916,  Nancy : Berger-Levrault, 1916 ;
- Certitudes, Nancy, Berger-Levrault, 1918 ;
- Histoire de la Grande Guerre, 1925 ;
- La Route Nationale, Paris, Arthème Fayard et Cie, 1934.
- Histoire de la grande guerre, Editions du Triomphe, 2015.

Préfaces
- Livret de santé de l'enfant, par Dr J. Larat,... Préface de M. L. Mirman, 1910
- Des Ruines... de la gloire ! Gerbéviller-la-Martyre, documentaire, historique, anecdotique, par Émile Badel, Courtin-Schmidt, Jean Labatut, 1914
- Gerald Campbell,... De Verdun aux Vosges, impressions de guerre septembre 1914 à janvier 1915. Traduction André Siegfried. Lettre-préface de Léon Mirman, 1916
- René Mercier. Journal d'un bourgeois de Nancy sauvée. Préface de L. Mirman... 3e mille, Berger-Levrault, 1917

## Représentations

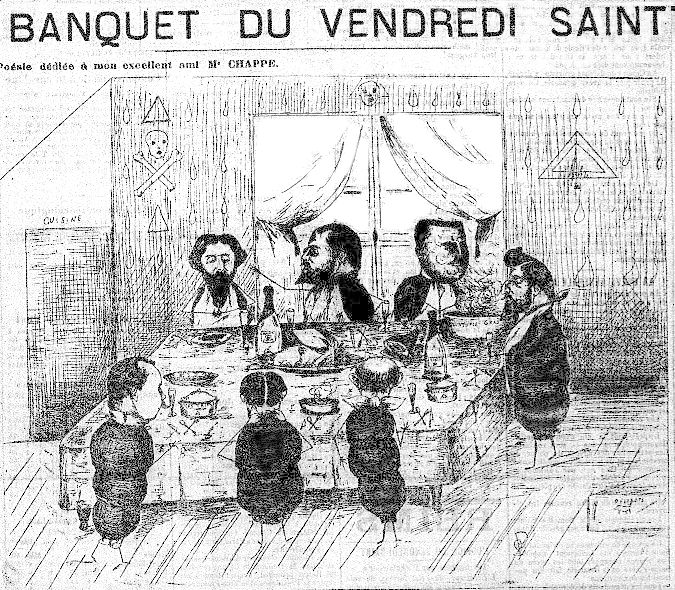
Brocardé par l' Observateu,
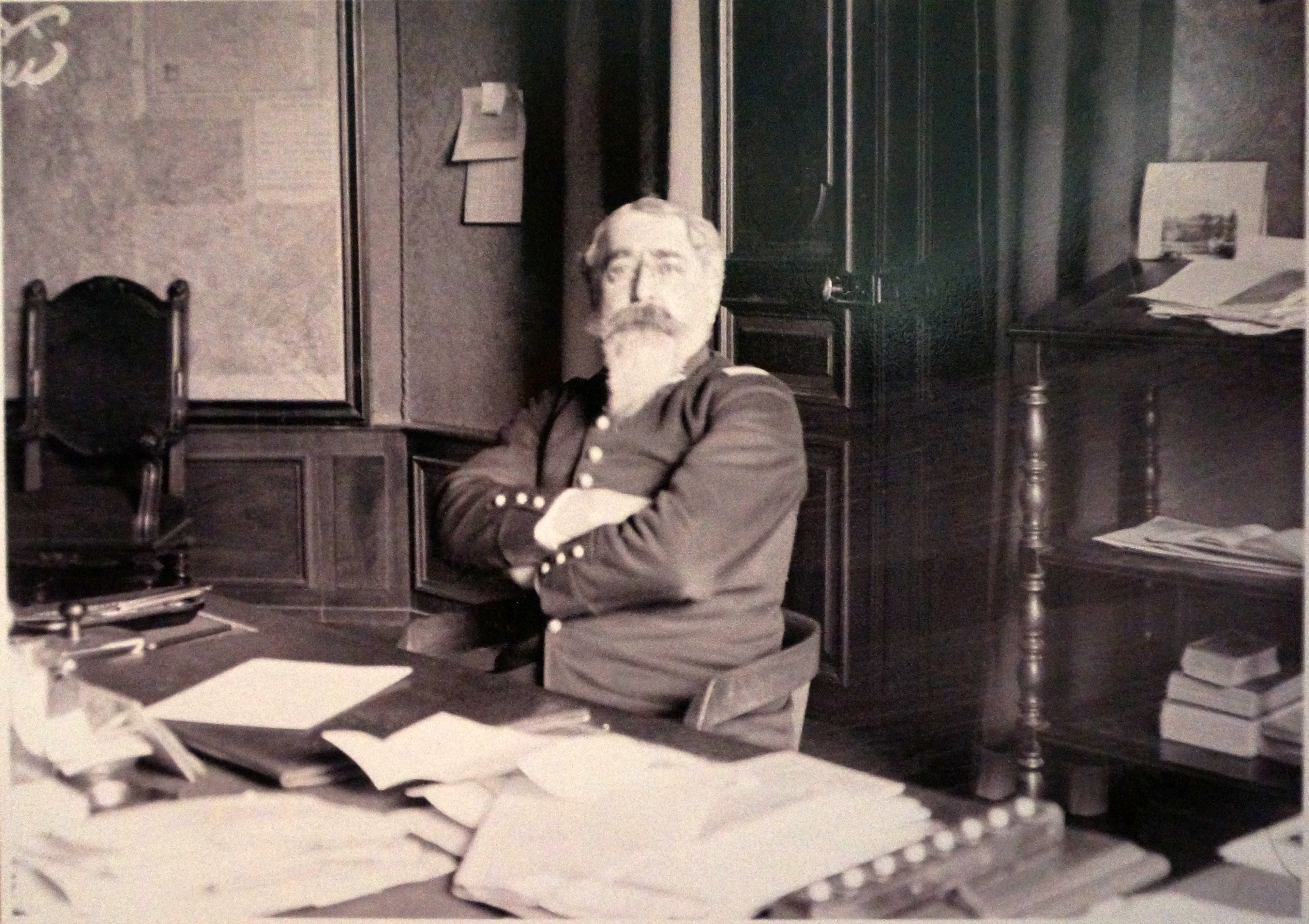
à son bureau de préfet,
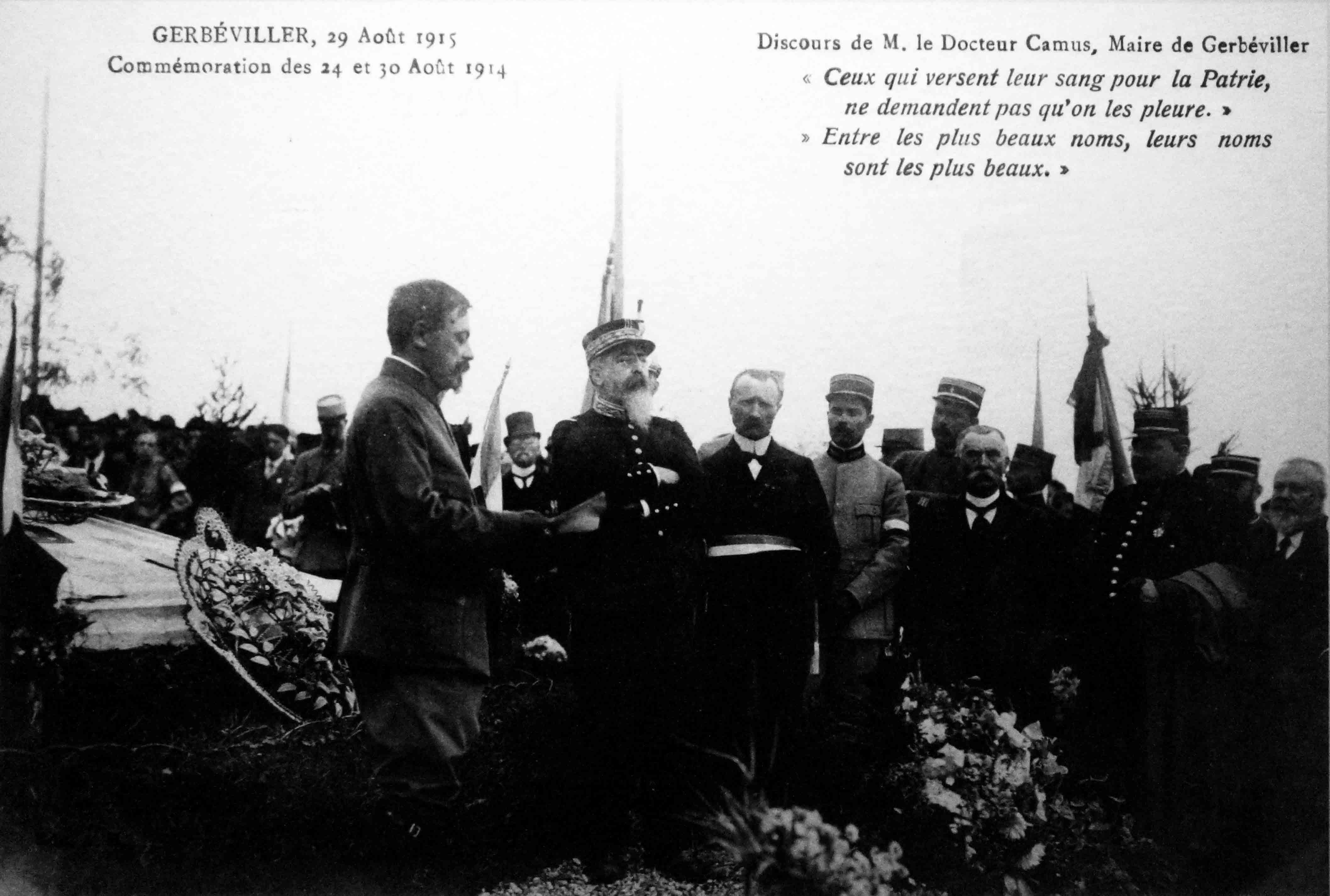
il visite alors Gerbéviller, martyre de la Grande Guerre.

## Sources
- « Léon Mirman », dans le Dictionnaire des parlementaires français (1889-1940), sous la direction de Jean Jolly, PUF, 1960 [détail de l’édition]
- Grands hommes.